# La Réforme (journal, 1884)
Pour les articles homonymes, voir La Réforme.

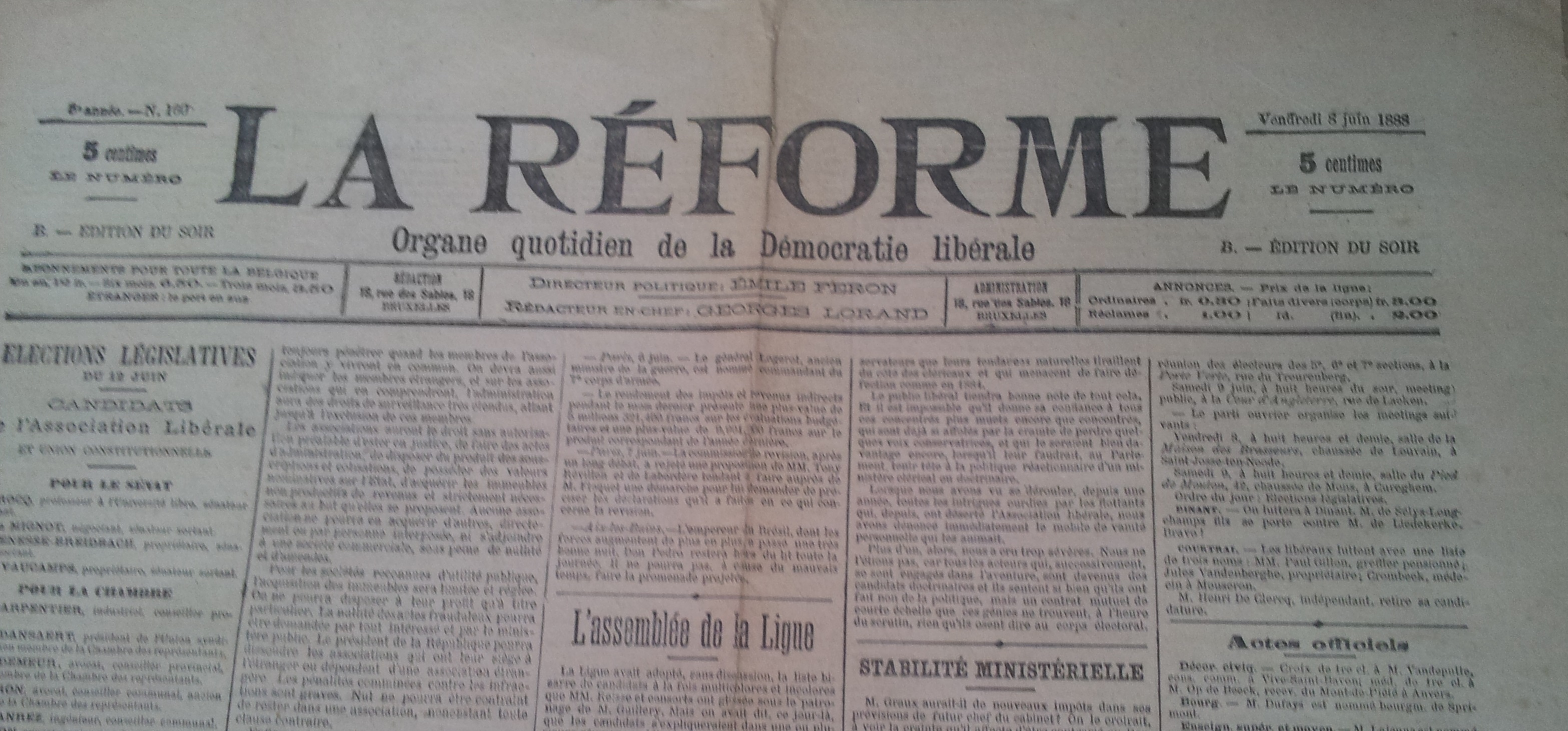
En-tête de La Réforme du 8 juin 1888.

La Réforme est un journal quotidien libéral belge fondé en 1884 et disparu en 1907.

## Historique
Le journal quotidien La Réforme est fondé le 17 février 1884 par l'homme politique Émile Féron et le député belge et président de la Ligue belge des droits de l’Homme Georges Lorand. Le titre se veut l’organe de la démocratie libérale radicale. En 1895, les frères Hector et Achille Chainaye en prennent la direction. Ce dernier prend le pseudonyme de Champal pour écrire ses chroniques. L'illustrateur Privat Livemont, qui s'est lié d'amitié avec Achille Chainaye, collabore au journal à partir de cette même année. Le titre disparaît en janvier 1907.
En 1886, le journal prend une part active à l'affaire Vandersmissen en mettant notamment en cause dans ses colonnes Félicien Rops.